# Grid изчисления
Grid изчисленията в информационните технологии са изчисления, които се извършват посредством система от много на брой свързани компютри, включително сървъри и персонални компютри, които образуват разпределена мрежа. Тя позволява на компютрите да работят заедно за решаване на сложни проблеми, като споделят своите ресурси и изпълняват независими задачи. Резултатът е виртуален суперкомпютър, съставен от много отделни компютри, често разположени на различни географски местоположения.
За да участва в grid изчислителна система, всеки клиент трябва да изпълнява специализиран софтуер. Необходимо е някой да изпълнява ролята на сървър за управление на мрежата, планиране на задачи и обработка на административни такива. Използва се и междинен софтуер за управление процесите и улесняване на комуникацията между различни компоненти.